# André Chabot
 (mars 2023).
Pour les articles homonymes, voir Chabot.
André Chabot, né le 7 juin 1941 à Saint-Étienne (Loire), est un photographe, professeur de lettres, journaliste et concepteur de monuments funéraires français.

## Biographie

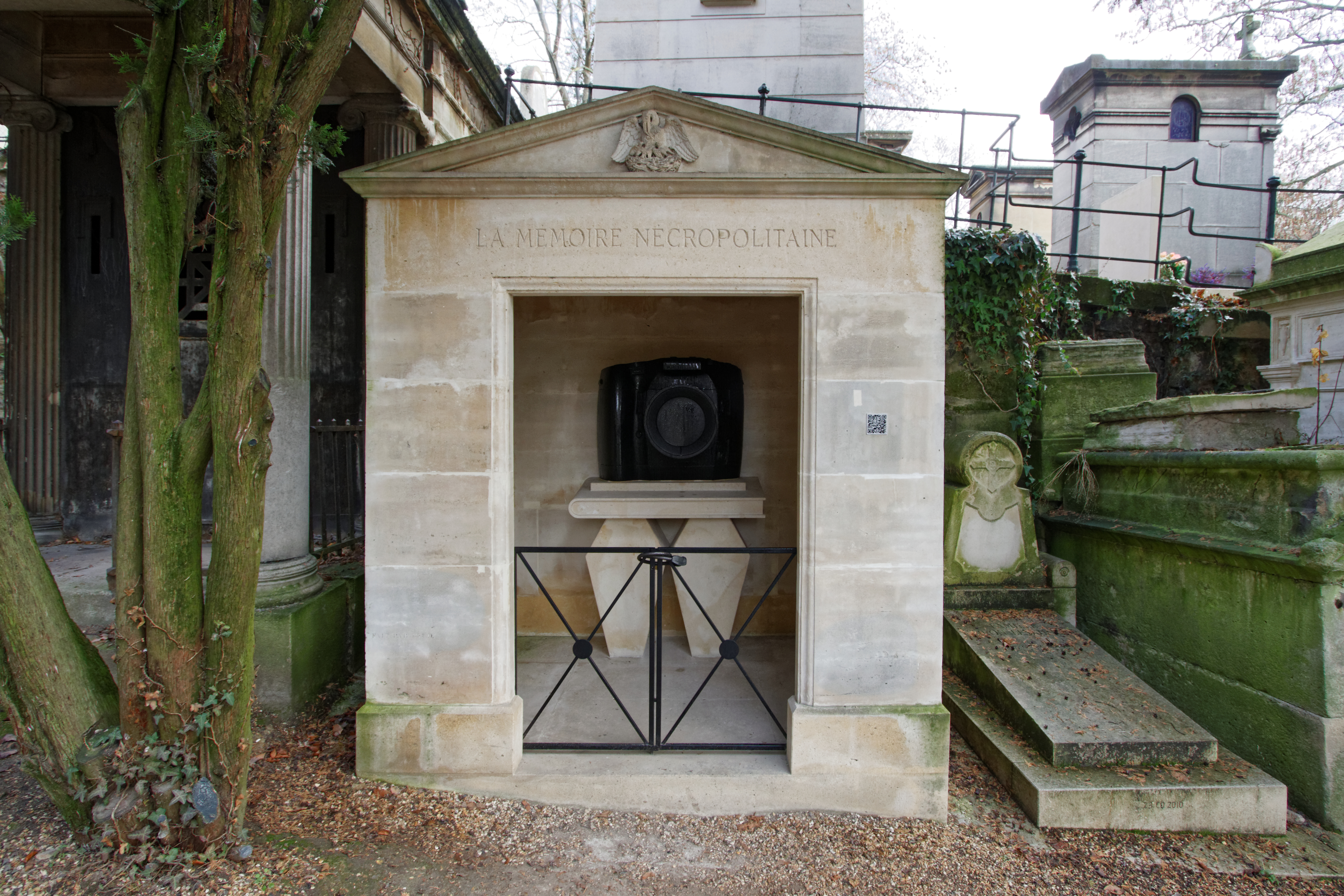
Sa future tombe et celle de son épouse.

Il se présente lui-même comme un « promeneur nécropolitain ». Son œuvre, depuis plus de trente ans, est consacrée à la mort.
Photographe, il collectionne en noir et blanc tombes, mausolées, hypogées, cénotaphes et catacombes.
Grand voyageur, il a constitué une mémoire photographique impressionnante des tombes, cimetières dans le monde entier. Ses photographies de monuments funéraires, plus de 250 000 à ce jour, constituent un fonds unique et cosmopolite en constant développement.
Plasticien, il crée des installations où le tombeau parle et le cercueil revisité transporte ses phantasmes.
Professeur honoraire de lettres, conteur, journaliste, André Chabot aborde la mort sous tous ses aspects.
Concepteur d’urnes et de monuments funéraires, il a installé trois de ses créations au cimetière du Père-Lachaise à Paris, dont l'un est exposé au dessus de sa future tombe.
Environ 600 expositions, dont plus de 90 expositions personnelles, jalonnent son parcours en Allemagne, Belgique, Canada, Croatie, Espagne, États-Unis, France, Pays-Bas, Italie, République tchèque, Slovénie, Suisse, Bosnie.

## Expositions personnelles
1978
- 37 Concessions Abandonnées, Galerie Jean Claude Riedel, Paris; Galerie Studio Inquadrature, Florence, Italie

1979
- Espace Cryptique, Galerie Jean Pierre Lavignes, Paris
- L'envers de la Plaque, Maison d'Henri de Monfreid, Ingrandes

1982
- Cœurs de Pierre, Galerie J.& J. Donguy, Paris

1986
- Les merveilleuses découvertes du professeur Chabotopoulos Galerie Donguy, Paris

1987
- Marie-Madeleine, Espace Mochops, Saint Maximin

1988
- Orphée et Eurydice, Librairie Epigramme, Paris

1989
- Le Baiser de l'Adieu, Funéraire 89, Parc des Expositions, Le Bourget

1990
- Erotik des Friedhofs, Institut Culturel Français, Francfort, Allemagne
- La Vie Passionnée de Marie-Madeleine, Centre Culturel Elsa Triolet, St-Cyr-l'Ecole
- La vie secrète du sculpteur Puget, Ecole des Beaux Arts, Toulon
- Le Baiser de l'Adieu, Galerie Donguy et Haïk, Paris
- Mort, Violence, Sexualité, XXème Congrès, Société de Thanatologie, Auditorium de la Bibliothèque Nationale, Paris

1991
- Erotik des Friedhofs,  Galerie am Ratswall, Bitterfeld ; Centre Culturel Français, Berlin, Allemagne

1992
- Erotik des Friedhofs,  Institut Culturel Français, Karlsruhe, Hanovre, Dresde, Mayence, Allemagne
- La Mort en Images, Galerie Vivienne, Bibliothèque Nationale, Paris
- Le Jardin du Souvenir, Cimetière d'Hodimont, Belgique
- Phantasmobjets, Galerie Silence les Dunes, Verviers, Belgique

1993
- Le Dernier Voyage, Galerie J.&J. Donguy, Paris
- Erotik des Friedhofs , Institut Français, Tübingen, Heidelberg, Stuttgart, Kiel, Museum Burg Midestein, Leisnig, Allemagne
- La Vie Passionnée de Marie-Madeleine, Galerie Litera, Prague, République tchèque
- Phantasmobjets, Galerie Kunstkanzlei, Vienne, Autriche
- Portraits de Pierre et Epitaphes de Toujours, Salon du Funéraire, Paris

1994
- Erotik des Friedhofs, Institut Culturel Français, Brême, Hambourg, Rostock; Institut Goethe, Stauffen; Angersmuseum, Erfurt, Allemagne
- La Mort et ses Poètes, Librairie Epigramme, Paris
- Le Tombeau Parle, Mairie du XXème, Paris

1995
- Érotique du cimetière, Galerie Kunstkanzlei, Vienne, Autriche
- Cimetière et Modernité, Salon du Funéraire, Paris
- Le Dernier Voyage, Kunstcentrum, Sittard, Pays-Bas
- Le Jugement Dernier, Galerie Litera, Prague, République tchèque
- Nécropolis, Hôtel de Fabert, Marville

1996
- Mort d'un Mannequin, Galerie Litera, Prague, République tchèque

1997
- Erotik des Friedhofs, Obalne Galerije, Piran, Slovénie; Koper, Slovénie; Institut Français, Rijeka, Croatie; Graz, Autriche; Zagreb, Croatie; Ljubljana, Slovénie

1998
- Érotique du cimetière, Palais Foscarini Rossi, Stra, Italie
- Funexpo, Parc des Expositions, Lyon
- Memento Mori, Galerie Contrejour, Paris
- Phantasmobjets, Galerie Koma, Mons, Belgique

1999
- Un Rite Funéraire à Vienne, Salon du Funéraire, Paris

2000
- Phantasmobjets, Galerie Millenium, Prague, République tchèque

2001
- Le Livre des Morts, La Belle Hortense, Paris
- Nécropoly, Galerie Satellite, Paris
- Phantasmobjets, Salon du Funéraire, Paris

2002
- Érotique du cimetière, Galerie Alain Couturier, Nice
- Phantasmobjets, Le Choix Funéraire, Saint Malo
- Rites et Monuments Funéraires en Asie, Funexpo, Lyon

2003
- André Chabot chez Hervé Petit, Prouais
- Architecture et crémation, Salon du Funéraire, Paris

2004
- 30 anges passent, Galerie Koma, Mons, Belgique.
- Beautés de l'Au-Delà, bicentenaire du Père-Lachaise, Paris, France. Funexpo, Lyon.
- Le Dortoir des anges, chapelle de Choiseul, Tournai, Belgique.
- Nécropoly et autres phantasmobjets, Galerie Navrátil, Prague, République tchèque.

2005
- Le Concile des Anges, Salon d'Automne de la photographie, Verrières-le-Buisson.
- La Mort d'un mannequin I, Galerie Satellite, Paris.
- La Mort d'un mannequin II, chapelle Saint-Julien, Petit-Quevilly
- Tombeaux présumés des héros de Jules Verne, Salon Funéraire, Paris Le Bourget.

2006
- Mes amours mortes, Galerie Kunstkanzlei, Vienne, Autriche.
- Tombeaux présumés des héros de Jules Verne et autres Phantasmobjets, Galerie Navrátil, Prague, République tchèque.

2007
- Jardins héroïques, Musée Royal des Armes, Tournai, Belgique.
- Spiritualités nécropolitaines, Salon des Arts Funéraires, Paris.
- L'Éternité comme vous ne l'avez jamais vue, Maison de la Culture, Nogent-sur-Marne.

2008
- Que le masque tombe, Musée du Carnaval et du Masque, Binche, Belgique.
- Concert de silence, Galerie Koma, Mons, Belgique.
- Voyage parmi les images insolites de la cité des morts, Comédie de Béthune.
- Fleurs de Pierre, Salon Funexpo, Lyon & Fnac Troyes
- Curiosités Nécropolitaines, Le Mâchou, Paris

2009
- Curiosités Nécropolitaines, Médiathèque Flers
- Symbolique funéraire, Salon des Arts funéraires, Paris
- Bestiaire de l'au-delà, Galerie Koma, Mons, Belgique
- Flammes pour l'ailleurs, Crématorium, Bruxelles, Maison de la Laïcité, Tournai, Belgique
- Mes Amours Mortes, Galerie Délire en Formation, Paris
- Le Dortoir des Anges, Commanderie des Templiers, Elancourt

2010
- Phantasmobjets, Galerie Arte Coppo, Verviers, Belgique
- Flammes pour l'ailleurs, Maison de la Laïcité, Morlanwelz, Belgique
- Fleurs de Pierre, Di memoria Expo, Brescia, Italie

2011
- Images de la Sculpture Funéraire Contemporaine, Espace d'Art Contemporain, Donjon de Jouy
- Mes Pères sous les draps verts, La Tannerie, Houdan
- Livres de Pierre, Biblio Nef, Virton, Belgique
- Florilège des Cimetières Européens, Salon des Arts Funéraires, Paris
- La Mort Masquée, Galerie Litera, Prague, République Tchèque
- Mon arbre Généalogique, Espace d'art contemporain, Houdan
- Concert de Silence, Salon de la Mort, Carrousel du Louvre, Paris

2012
- La der des der, Les Passeurs de Mémoires, Tournai, Belgique
- Coffret Carré Noir , présentation des dix premiers livres édités par la Galerie Koma, Chièvres, Belgique
- Erotique du Cimetière, Galerie Area, Paris
- Le Tour de France, Musée du Cimetière Sud, Tournai, Belgique
- Fleurs de Pierre, Parc des Expositions, Metz

2013
- Centenary of the Liberal Jewish cemetery, Liberal Jewish Synagogue, Londres
- La Maison des Vivants, Musée Juif de Belgique, Bruxelles
- La Mort Masquée, Galerie Satellite, Paris
- Salon des Arts Funéraires, Paris
- La Nécropole Mélancolique, Galerie Aktionradius, Vienne, Autriche

2014
- Mes Pères sous les draps verts, Espace Christiane Peugeot, Paris
- La Nécropole Mélancolique, Université Le Maine, Le Mans
- To Our Grandfathers Rest in peace, Lélia Mordoch gallery, Miami, USA

2015
- Les Loges Funèbres, Espace culturel Les bains-douches Mons 2015 Capitale Européenne de la culture, Belgique
- Portes à Faux, Galerie Koma, Mons 2015 Capitale Européenne de la culture, Belgique
- Velum, Espace culturel Deschamps, Houdan
- Salon des Arts Funéraires, Paris

2016
- Jardins Héroïques, Commémoration de la 1ère guerre mondiale, Musée Somme 1916, Albert, Péronne
- André Chabot et ses amis, Gallery Shumizu, Yokohama, Japon
- Portes à Faux, Galerie Koma, Mons; Hôtel de Ville Nimy, Belgique
- Dvojakost dveri, Galerie Navratil, Prague
- 3 Corbillards, RDV d'art, Espace Christiane Peugeot, Paris

2017
- Une histoire d'alliances, Galerie Lélia Mordoch "Second Space" Paris
- Jardins Héroïques, Gare du P'tit Train de la Haute Somme, Froissy
- Premier Salon Funéraire, Namur, Belgique
- Paris, Funéraire 2017, Parc des Expositions, Le Bourget

2018
- Chronos mystifié, Galerie Satellite, Paris
- La Grande Guerre en mémoire, La Tannerie, Houdan
- Alliances, Le printemps des cimetières, Père Lachaise Paris, Maison de la Laïcité, Tournai, Belgique
- Salon du Funéraire, Charleroi, Belgique
- Têtes de lits, Centre du sommeil, Nimy, Belgique

2019
- Des extraterrestres à Paris, Le printemps des cimetières, Père Lachaise, Paris
- Lux in tenebris, collection de la Praye, Fareins
- Paris Funéraire 2019, Parc des Expositions, Le Bourget
- Installation, chapelle de La Mise au tombeau/ cimetière, Reygades

2020
- La croix pour l'ombre, exposition et signature, galerie Koma, Mons, Belgique
- Sculpter l'éternité, exposition et signature, galerie Lélia Mordoch Second Space, Paris
- Porcelaines de la mort, exposition et signature, Nuage vert, Argentat sur Dordogne

2021
- Paris Funéraire 2021, Parc des Expositions, Le Bourget
- Sous les pavots, la tombe, Galerie Koma, Mons, Belgique
- Ci-gît, Paris Funéraire 2021, Le Bourget
- Sous les pavots, la tombe, signature à la Galerie L'Enseigne des Oudins, Paris

2022
- Ci-gît, Le printemps des cimetières, Père Lachaise, Paris

## Collections publiques
- Bibliothèque Nationale, Collections de la photographie contemporaine, Paris, France
- Musée Carnavalet, Collections photographiques, Paris, France
- Bibliothèque Historique de la Ville de Paris, Fonds iconographique, Paris, France
- Musée du Vivant, Grignon
- Galeries nationales, Prague, République tchèque
- Archives Royales, Belgique
- Musée de la Morgue, Tournai, Belgique
- Collections de la Maison de la Culture de Tournai, Belgique
- Musée d'Art Moderne, Sarajevo, Bosnie

### Anthologie poétique
- La mort et ses poètes 1993, préface et choix de textes par l'auteur :

### Collaborations
- Dictionnaire mondial de l'image dirigé par L. Gervereau
- Le grand livre des morts à l'usage des vivants dirigé par J. Berchoud

### Revues
- Pierre Actual, Funéraire Magazine (collaboration mensuelle)